# Leif Størmer
Leif Størmer (1er juillet 1905 - 15 mai 1979 ) est un paléontologue et géologue norvégien du XXIème siècle. Il a été professeur de géologie historique à l'Université d'Oslo de 1946 à 1975. Son père est le mathématicien Carl Størmer et son fils le mathématicien Erling Størmer.

## Jeunesse et formation
Størmer nait à Kristiania (aujourd'hui Oslo) en 1905 de Fredrik Carl Mülertz Størmer (1874-1957) et Adélaïde Clauson (1877-1973)
. Son frère Per Størmer (1907-1991) devient botaniste,. Sa sœur Henny épouse le propriétaire foncier Carl Otto Løvenskiold. 
Leif Størmer fréquente l'école de Kristiania et s'intéresse à la paléontologie et à la géologie. En 1923, il passe son examen artium, puis étudie à l'Université d'Oslo. Il est diplômé du Kandidat en 1928, puis obtient son doctorat en 1931. En 1931-1932, Størmer est en résidence aux États-Unis grâce à une subvention de la Fondation Rockefeller. Le 23 mai 1932, il épouse Ingegerd (« Tutti ») Wiborg Alten (1912-2009) à New York.

## Carrière
En 1930, Størmer est employé comme vicaire conservateur au Musée de paléontologie d'Oslo. Un an plus tard, il soutient sa thèse Skandinaviske Trinucleidae, à l'origine de nombreuses publications sur l'origine, la nature et le développement du trilobite. De 1932 à 1937, il est enseignant-chercheur, puis assistant, et en 1940 conservateur du Musée de Paléontologie. De 1940 à 1941, il préside la Société géologique de Norvège. Durant la Seconde Guerre mondiale, Størmer participe au mouvement de résistance norvégien en tant que trésorier de Milorg. 
En 1946, il est nommé professeur de géologie historique à l'Université d'Oslo. De 1957 à 1959, il est doyen de la Faculté de mathématiques et de sciences naturelles de l'Université d'Oslo. Størmer est l'auteur d'environ 70 publications sur la paléontologie et la géologie. Il a également écrit quelques articles de vulgarisation scientifique pour différents magazines norvégiens. En 1940, il devient membre de l'Académie norvégienne des sciences et des lettres. Størmer souhaitait communiquer ses connaissances de manière scientifique et populaire. Il est l'un des trois éditeurs de la quatrième édition de l'encyclopédie populaire Aschehougs konversasjonsleksikon et a publié en 1966 un manuel intitulé Jorden og livets historie (« L'histoire de la Terre et de la vie »). 
Størmer a également occupé des postes dans plusieurs organisations scientifiques norvégiennes et internationales après la guerre. Il a notamment été membre du conseil d'administration de l'Union paléontologique internationale et de l'Union géologique internationale.  De 1960 à 1965, il dirige la Commission internationale de stratigraphie. Il a participé au Statens lønnskommisjon av 1946 (« La Commission des salaires de l'État de 1946 ») et au comité qui a préparé la loi norvégienne sur la conservation de la nature (1956).  Il a également été impliqué dans le secteur des assurances en tant que membre du conseil de surveillance de Forsikringsselskapet Norden.
Il est décédé en mai 1979 à Oslo, à l'âge de 73 ans.

### Hommages
En 1961, il reçoit le titre de chevalier de première classe de l'ordre de Saint-Olav. Il a également reçu la médaille Reusch (1937), le prix Bergen (1945) et le prix Fridtjof Nansen (1966).  